# Heavy.com
Heavy.com es un sitio web de noticias e información con sede en la ciudad de Nueva York. Fundado en 1999 como un sitio web de entretenimiento por Simon Assaad y David Carson, el sitio cambió a contenido de noticias y cultura popular en 2012. El sitio es propiedad de Heavy Inc. que también es dueño del sitio de noticias en español Ahoramismo.com. Assaad es el CEO de Heavy Inc.
En encarnaciones anteriores, Heavy.com creó y produjo programación cómica y video original, incluyendo la serie Behind the Music that Sucks.